# Coupe du monde de football des moins de 20 ans 1989
Navigation
Chili 1987 Portugal 1991
La Coupe du monde de football des moins de 20 ans 1989 est la 7e édition de la Coupe du monde de football des moins de 20 ans. Elle est organisée par l'Arabie saoudite du 16 février au 3 mars 1989.
Seize équipes des différentes confédérations prennent part à la compétition, qualifiées par le biais des championnats organisés au niveau continental. On note l'absence d'équipes venues d'Océanie, puisque les 2 sélections qualifiées de cette zone, l'Australie et la Nouvelle-Zélande ont perdu en poule de barrage face à la Syrie. Seuls les joueurs nés après le 1er janvier 1969 peuvent prendre part à la compétition.
C'est le Portugal qui remporte la Coupe du monde, en battant en finale une équipe africaine, le Nigeria. C'est d'ailleurs la première fois qu'une équipe d'Afrique atteint la finale. À noter que, comme en 1985, les 2 finalistes étaient dans la même poule lors du premier tour, où le Portugal avait déjà battu le Nigeria 1-0. Le dernier carré est cosmopolite puisque outre une équipe d'Afrique et une d'Europe, la troisième place est prise par une équipe sud-américaine, le Brésil et la quatrième par une équipe de la zone CONCACAF, les États-Unis, qui réussissent là leur meilleure performance. Ces 2 derniers étaient également dans la même poule lors du premier tour; comme le Portugal avec le Nigeria, le Brésil a battu 2 fois les Américains (3-1 au premier tour, 2-0 lors du match pour la 3e place).
Au niveau général, la Coupe du monde reste toujours aussi pauvre en buts : pour illustrer ces propos, un chiffre concernant le champion est marquant; l'équipe du Portugal n'a marqué en tout et pour tout que 6 buts en 6 matchs de compétition. Comme contre-exemple, on peut citer le quart de finale URSS-Nigeria, au score (4-4) et au scénario invraisemblables : les Soviétiques ont mené 4-0 jusqu'à la 60e minute de jeu avant de se faire remonter puis égaliser, et enfin de perdre la rencontre aux tirs au but. Une équipe a marqué la compétition, il s'agit de l'Irak. Championne d'Asie de la catégorie et placée dans un groupe extrêmement difficile (Espagne, Norvège et Argentine), la jeune sélection irakienne a brillamment terminé le premier tour en tête de son groupe avec 3 victoires en autant de matchs. Les États-Unis vont mettre fin au rêve de tout un pays en quarts de finale.
Seule l'Espagne, finaliste en 1985, déçoit en se classant dernière de sa poule malgré une victoire de prestige lors de la première journée face à l'Argentine. Le pays hôte, l'Arabie saoudite, même s'il ne passe pas le premier tour, restera la seule équipe à avoir fait chuter le futur champion, et de quelle manière, avec une victoire 3 à 0 dans un match certes à l'enjeu limité (le Portugal étant déjà qualifié et l'Arabie Saoudite déjà éliminée avant le coup d'envoi).
C'est le Soviétique Oleg Salenko qui, avec 5 buts inscrits en 4 rencontres, remporte le Soulier d'Or, 5 ans avant de gagner le même trophée chez les seniors lors de la Coupe du monde 1994, c'est le premier joueur à réussir cette performance. Le Ballon d'Or est gagné par le Brésilien Bismarck Barreto Faria, troisième du classement et auteur de 3 buts durant la compétition.

## Pays qualifiés
| Confédération              | Tournoi qualificatif                                                                     | Qualifié(s)                                                                  |
| -------------------------- | ---------------------------------------------------------------------------------------- | ---------------------------------------------------------------------------- |
| AFC (Asie)                 | Coupe d'Asie des nations de football des moins de 19 ans 1989                            | Syrie Irak                                                                   |
| CAF (Afrique)              | Coupe d'Afrique des nations junior 1989                                                  | Mali Nigeria                                                                 |
| CONCACAF                   | Championnat d'Amérique du Nord, centrale et Caraïbe de football des moins de 20 ans 1988 | États-Unis Costa Rica                                                        |
| CONMEBOL (Amérique du Sud) | Championnat des moins de 20 ans de la CONMEBOL 1988                                      | Brésil Colombie Argentine                                                    |
| UEFA (Europe)              | Championnat d'Europe de football des moins de 19 ans 1988                                | Tchécoslovaquie Portugal Union soviétique Allemagne de l'Est Norvège Espagne |
| AFC                        | Qualifié d'office en tant que pays hôte                                                  | Arabie saoudite                                                              |

## Premier tour

### Groupe A
| Classement final |                 |     |   |   |   |   |    |    |      |
|                  | Équipe          | Pts | J | G | N | P | BP | BC | Diff |
| 1                | Portugal        | 4   | 3 | 2 | 0 | 1 | 2  | 3  | -1   |
| 2                | Nigeria         | 3   | 3 | 1 | 1 | 1 | 3  | 3  | 0    |
| 3                | Tchécoslovaquie | 3   | 3 | 1 | 1 | 1 | 2  | 2  | 0    |
| 4                | Arabie saoudite | 2   | 3 | 1 | 0 | 2 | 4  | 3  | +1   |

| 16 février | Nigeria         | 2 | 1 | Arabie saoudite |
| 17 février | Portugal        | 1 | 0 | Tchécoslovaquie |
| 19 février | Tchécoslovaquie | 1 | 0 | Arabie saoudite |
| 20 février | Portugal        | 1 | 0 | Nigeria         |
| 22 février | Portugal        | 0 | 3 | Arabie saoudite |
| 22 février | Nigeria         | 1 | 1 | Tchécoslovaquie |

- Le Nigeria devance la Tchécoslovaquie grâce à une meilleure attaque.

1re journée
| 16 février 1989 | Nigeria                | 2 - 1 | Arabie saoudite | Stade international du Roi-Fahd, Riyad                 |                                                        |
| 18:00           | Adepoju 52e · Ohen 87e |       | Al Suraiti 16e  | Spectateurs : 70 000 Arbitrage : Marcel van Langenhove | Spectateurs : 70 000 Arbitrage : Marcel van Langenhove |
| 18:00           | (Rapport)              |       |                 | Spectateurs : 70 000 Arbitrage : Marcel van Langenhove | Spectateurs : 70 000 Arbitrage : Marcel van Langenhove |

| 17 février 1989 | Portugal  | 1 - 0 | Tchécoslovaquie | Stade international du Roi-Fahd, Riyad               |                                                      |
| 18:00           | Alves 88e |       |                 | Spectateurs : 70 000 Arbitrage : José Roberto Wright | Spectateurs : 70 000 Arbitrage : José Roberto Wright |
| 18:00           | (Rapport) |       |                 | Spectateurs : 70 000 Arbitrage : José Roberto Wright | Spectateurs : 70 000 Arbitrage : José Roberto Wright |

2e journée
| 19 février 1989 | Tchécoslovaquie | 1 - 0 | Arabie saoudite | Stade international du Roi-Fahd, Riyad       |                                              |
| 18:00           | Látal 52e       |       |                 | Spectateurs : 20 000 Arbitrage : Alan Snoddy | Spectateurs : 20 000 Arbitrage : Alan Snoddy |
| 18:00           | (Rapport)       |       |                 | Spectateurs : 20 000 Arbitrage : Alan Snoddy | Spectateurs : 20 000 Arbitrage : Alan Snoddy |

| 20 février 1989 | Portugal       | 1 - 0 | Nigeria | Stade international du Roi-Fahd, Riyad      |                                             |
| 18:00           | João Pinto 79e |       |         | Spectateurs : 7 000 Arbitrage : Egil Nervik | Spectateurs : 7 000 Arbitrage : Egil Nervik |
| 18:00           | (Rapport)      |       |         | Spectateurs : 7 000 Arbitrage : Egil Nervik | Spectateurs : 7 000 Arbitrage : Egil Nervik |

3e journée
| 22 février 1989 | Portugal  | 0 - 3 | Arabie saoudite                                 | Stade international du Roi-Fahd, Riyad              |                                                     |
| 15:45           |           |       | Al Harbi 52e · Al Romaihi 56e · Al Debaikhi 83e | Spectateurs : 8 000 Arbitrage : José Roberto Wright | Spectateurs : 8 000 Arbitrage : José Roberto Wright |
| 15:45           | (Rapport) |       |                                                 | Spectateurs : 8 000 Arbitrage : José Roberto Wright | Spectateurs : 8 000 Arbitrage : José Roberto Wright |

| 22 février 1989 | Nigeria   | 1 - 1 | Tchécoslovaquie | Stade international du Roi-Fahd, Riyad               |                                                      |
| 18:00           | Nwosu 72e |       | Látal 14e       | Spectateurs : 8 000 Arbitrage : Arturo Brizio Carter | Spectateurs : 8 000 Arbitrage : Arturo Brizio Carter |
| 18:00           | (Rapport) |       |                 | Spectateurs : 8 000 Arbitrage : Arturo Brizio Carter | Spectateurs : 8 000 Arbitrage : Arturo Brizio Carter |

### Groupe B
| Classement final |                  |     |   |   |   |   |    |    |      |
|                  | Équipe           | Pts | J | G | N | P | BP | BC | Diff |
| 1                | Union soviétique | 6   | 3 | 3 | 0 | 0 | 7  | 2  | +5   |
| 2                | Colombie         | 2   | 3 | 1 | 0 | 2 | 3  | 4  | -1   |
| 3                | Syrie            | 2   | 3 | 1 | 0 | 2 | 4  | 6  | -2   |
| 4                | Costa Rica       | 2   | 3 | 1 | 0 | 2 | 2  | 4  | -2   |

| 17 février | Colombie         | 0 | 1 | Costa Rica |
| 17 février | Union soviétique | 3 | 1 | Syrie      |
| 19 février | Union soviétique | 1 | 0 | Costa Rica |
| 20 février | Colombie         | 2 | 0 | Syrie      |
| 22 février | Syrie            | 3 | 1 | Costa Rica |
| 22 février | Union soviétique | 3 | 1 | Colombie   |

- La Colombie se qualifie aux dépens de la Syrie et du Costa Rica grâce à une meilleure différence de buts.

1re journée
| 17 février 1989 | Colombie  | 0 - 1 | Costa Rica   | Prince Mohamed bin Fahd Stadium, Dammam            |                                                    |
| 15:45           |           |       | González 88e | Spectateurs : 11 000 Arbitrage : Abdullah Al Nasir | Spectateurs : 11 000 Arbitrage : Abdullah Al Nasir |
| 15:45           | (Rapport) |       |              | Spectateurs : 11 000 Arbitrage : Abdullah Al Nasir | Spectateurs : 11 000 Arbitrage : Abdullah Al Nasir |

| 17 février 1989 | Union soviétique              | 3 - 1 | Syrie     | Prince Mohamed bin Fahd Stadium, Dammam            |                                                    |
| 18:00           | Tedeev 29e · Salenko 49e, 83e |       | Sibai 65e | Spectateurs : 11 000 Arbitrage : Juan Antonio Bava | Spectateurs : 11 000 Arbitrage : Juan Antonio Bava |
| 18:00           | (Rapport)                     |       |           | Spectateurs : 11 000 Arbitrage : Juan Antonio Bava | Spectateurs : 11 000 Arbitrage : Juan Antonio Bava |

2e journée
| 19 février 1989 | Union soviétique | 1 - 0 | Costa Rica | Prince Mohamed bin Fahd Stadium, Dammam          |                                                  |
| 18:00           | Matveev 84e      |       |            | Spectateurs : 5 000 Arbitrage : Aron Schmidhuber | Spectateurs : 5 000 Arbitrage : Aron Schmidhuber |
| 18:00           | (Rapport)        |       |            | Spectateurs : 5 000 Arbitrage : Aron Schmidhuber | Spectateurs : 5 000 Arbitrage : Aron Schmidhuber |

| 20 février 1989 | Colombie               | 2 - 0 | Syrie | Prince Mohamed bin Fahd Stadium, Dammam         |                                                 |
| 18:00           | Muñoz 42e · Osorio 85e |       |       | Spectateurs : 9 545 Arbitrage : Kenneth Wallace | Spectateurs : 9 545 Arbitrage : Kenneth Wallace |
| 18:00           | (Rapport)              |       |       | Spectateurs : 9 545 Arbitrage : Kenneth Wallace | Spectateurs : 9 545 Arbitrage : Kenneth Wallace |

3e journée
| 22 février 1989 | Syrie                      | 3 - 1 | Costa Rica | Prince Mohamed bin Fahd Stadium, Dammam     |                                             |
| 15:45           | Helou 16e, 45e · Afash 30e |       | Brenes 80e | Spectateurs : 6 000 Arbitrage : Badara Sène | Spectateurs : 6 000 Arbitrage : Badara Sène |
| 15:45           | (Rapport)                  |       |            | Spectateurs : 6 000 Arbitrage : Badara Sène | Spectateurs : 6 000 Arbitrage : Badara Sène |

| 22 février 1989 | Union soviétique                  | 3 - 1 | Colombie | Prince Mohamed bin Fahd Stadium, Dammam       |                                               |
| 18:00           | Timoshenko 25e · Salenko 29e, 32e |       | Muñoz 5e | Spectateurs : 9 770 Arbitrage : Tullio Lanese | Spectateurs : 9 770 Arbitrage : Tullio Lanese |
| 18:00           | (Rapport)                         |       |          | Spectateurs : 9 770 Arbitrage : Tullio Lanese | Spectateurs : 9 770 Arbitrage : Tullio Lanese |

### Groupe C
| Classement final |                    |     |   |   |   |   |    |    |      |
|                  | Équipe             | Pts | J | G | N | P | BP | BC | Diff |
| 1                | Brésil             | 6   | 3 | 3 | 0 | 0 | 10 | 1  | +9   |
| 2                | États-Unis         | 3   | 3 | 1 | 1 | 1 | 4  | 4  | 0    |
| 3                | Allemagne de l'Est | 2   | 3 | 1 | 0 | 2 | 3  | 4  | -1   |
| 4                | Mali               | 1   | 3 | 0 | 1 | 2 | 1  | 9  | -8   |

| 17 février | Brésil             | 2 | 0 | Allemagne de l'Est |
| 17 février | États-Unis         | 1 | 1 | Mali               |
| 19 février | Brésil             | 5 | 0 | Mali               |
| 20 février | États-Unis         | 2 | 0 | Allemagne de l'Est |
| 22 février | Brésil             | 3 | 1 | États-Unis         |
| 22 février | Allemagne de l'Est | 3 | 0 | Mali               |

1re journée
| 17 février 1989 | Brésil                   | 2 – 0 | Allemagne de l'Est | Djeddah                                       |                                               |
| 16:30           | Marcelo 35e · França 68e |       |                    | Spectateurs : 35 000 Arbitrage : Neil Midgley | Spectateurs : 35 000 Arbitrage : Neil Midgley |
| 16:30           | (Rapport)                |       |                    | Spectateurs : 35 000 Arbitrage : Neil Midgley | Spectateurs : 35 000 Arbitrage : Neil Midgley |

| 17 février 1989 | États-Unis | 1 – 1 | Mali     | Djeddah                                                |                                                        |
| 18:45           | Nfaly 42e  |       | Snow 11e | Spectateurs : 35 000 Arbitrage : Elías Jácome Guerrero | Spectateurs : 35 000 Arbitrage : Elías Jácome Guerrero |
| 18:45           | (Rapport)  |       |          | Spectateurs : 35 000 Arbitrage : Elías Jácome Guerrero | Spectateurs : 35 000 Arbitrage : Elías Jácome Guerrero |

2e journée
| 19 février 1989 | Brésil                                             | 5 – 0 | Mali | Djeddah                                                |                                                        |
| 18:45           | Cássio 50e · Bismarck 53e, 83e · Anderson 66e, 80e |       |      | Spectateurs : 10 000 Arbitrage : Ahmed Mohammed Jassim | Spectateurs : 10 000 Arbitrage : Ahmed Mohammed Jassim |
| 18:45           | (Rapport)                                          |       |      | Spectateurs : 10 000 Arbitrage : Ahmed Mohammed Jassim | Spectateurs : 10 000 Arbitrage : Ahmed Mohammed Jassim |

| 20 février 1989 | États-Unis                  | 2 – 0 | Allemagne de l'Est | Djeddah                                       |                                               |
| 18:45           | Dayak 47e · Snow 87e (pen.) |       |                    | Spectateurs : 10 000 Arbitrage : Idrissa Sarr | Spectateurs : 10 000 Arbitrage : Idrissa Sarr |
| 18:45           | (Rapport)                   |       |                    | Spectateurs : 10 000 Arbitrage : Idrissa Sarr | Spectateurs : 10 000 Arbitrage : Idrissa Sarr |

3e journée
| 22 février 1989 | Brésil                                    | 3 – 1 | États-Unis | Djeddah                                            |                                                    |
| 16:30           | Bismarck 39e · Marcelo 44e · Anderson 55e |       | Dayak 10e  | Spectateurs : 25 000 Arbitrage : Hubert Forstinger | Spectateurs : 25 000 Arbitrage : Hubert Forstinger |
| 16:30           | (Rapport)                                 |       |            | Spectateurs : 25 000 Arbitrage : Hubert Forstinger | Spectateurs : 25 000 Arbitrage : Hubert Forstinger |

| 22 février 1989 | Allemagne de l'Est                   | 3 – 0 | Mali | Djeddah                                            |                                                    |
| 18:45           | Prausse 28e · Fuchs 46e · Jahnig 55e |       |      | Spectateurs : 25 000 Arbitrage : José Carlos Ortiz | Spectateurs : 25 000 Arbitrage : José Carlos Ortiz |
| 18:45           | (Rapport)                            |       |      | Spectateurs : 25 000 Arbitrage : José Carlos Ortiz | Spectateurs : 25 000 Arbitrage : José Carlos Ortiz |

### Groupe D
| Classement final |           |     |   |   |   |   |    |    |      |
|                  | Équipe    | Pts | J | G | N | P | BP | BC | Diff |
| 1                | Irak      | 6   | 3 | 3 | 0 | 0 | 4  | 0  | +4   |
| 2                | Argentine | 2   | 3 | 1 | 0 | 2 | 3  | 3  | 0    |
| 3                | Norvège   | 2   | 3 | 1 | 0 | 2 | 4  | 5  | -1   |
| 4                | Espagne   | 2   | 3 | 1 | 0 | 2 | 4  | 7  | -3   |

| 17 février | Irak      | 1 | 0 | Norvège   |
| 17 février | Argentine | 1 | 2 | Espagne   |
| 19 février | Argentine | 2 | 0 | Norvège   |
| 20 février | Irak      | 2 | 0 | Espagne   |
| 22 février | Norvège   | 4 | 2 | Espagne   |
| 22 février | Irak      | 1 | 0 | Argentine |

- L'Argentine se qualifie aux dépens de la Norvège et de l'Espagne grâce à une meilleure différence de buts.

1re journée
| 17 février 1989 | Irak      | 1 - 0 | Norvège | King Fahd Stadium, Taif                             |                                                     |
| 16:30           | Naiem 66e |       |         | Spectateurs : 14 000 Arbitrage : José Torres Cadena | Spectateurs : 14 000 Arbitrage : José Torres Cadena |
| 16:30           | (Rapport) |       |         | Spectateurs : 14 000 Arbitrage : José Torres Cadena | Spectateurs : 14 000 Arbitrage : José Torres Cadena |

| 17 février 1989 | Argentine   | 1 - 2 | Espagne                           | King Fahd Stadium, Taif                        |                                                |
| 18:45           | Simeone 12e |       | Moisés 26e · Villabona 58e (pen.) | Spectateurs : 14 000 Arbitrage : Alexey Spirin | Spectateurs : 14 000 Arbitrage : Alexey Spirin |
| 18:45           | (Rapport)   |       |                                   | Spectateurs : 14 000 Arbitrage : Alexey Spirin | Spectateurs : 14 000 Arbitrage : Alexey Spirin |

2e journée
| 19 février 1989 | Argentine                | 2 - 0 | Norvège | King Fahd Stadium, Taif                        |                                                |
| 18:45           | Biazotti 5e · Ubaldi 89e |       |         | Spectateurs : 3 000 Arbitrage : Arturo Angeles | Spectateurs : 3 000 Arbitrage : Arturo Angeles |
| 18:45           | (Rapport)                |       |         | Spectateurs : 3 000 Arbitrage : Arturo Angeles | Spectateurs : 3 000 Arbitrage : Arturo Angeles |

| 20 février 1989 | Irak                  | 2 - 0 | Espagne | King Fahd Stadium, Taif                        |                                                |
| 18:45           | Wali 41e · Shabib 51e |       |         | Spectateurs : 13 500 Arbitrage : Chen Shengcai | Spectateurs : 13 500 Arbitrage : Chen Shengcai |
| 18:45           | (Rapport)             |       |         | Spectateurs : 13 500 Arbitrage : Chen Shengcai | Spectateurs : 13 500 Arbitrage : Chen Shengcai |

3e journée
| 22 février 1989 | Norvège                                                        | 4 - 2 | Espagne          | King Fahd Stadium, Taif                      |                                              |
| 16:30           | Drillestad 43e · Johansen 47e · Bohinen 58e · Mellemstrand 90e |       | Pinilla 46e, 49e | Spectateurs : 17 000 Arbitrage : Neji Jouini | Spectateurs : 17 000 Arbitrage : Neji Jouini |
| 16:30           | (Rapport)                                                      |       |                  | Spectateurs : 17 000 Arbitrage : Neji Jouini | Spectateurs : 17 000 Arbitrage : Neji Jouini |

| 22 février 1989 | Irak             | 1 - 0 | Argentine | King Fahd Stadium, Taif                      |                                              |
| 18:45           | Swadi 67e (pen.) |       |           | Spectateurs : 17 000 Arbitrage : Jozef Marko | Spectateurs : 17 000 Arbitrage : Jozef Marko |
| 18:45           | (Rapport)        |       |           | Spectateurs : 17 000 Arbitrage : Jozef Marko | Spectateurs : 17 000 Arbitrage : Jozef Marko |

## Tableau final
|  | Quarts de finale    | Quarts de finale   | Quarts de finale    | Quarts de finale   |            |            | Demi-finales       | Demi-finales       | Demi-finales                  | Demi-finales                  |                               |                               | Finale         | Finale         | Finale         | Finale         |
|  |                     |                    |                     |                    |            |            |                    |                    |                               |                               |                               |                               |                |                |                |                |
|  | 25 février - Riyad  | 25 février - Riyad | 25 février - Riyad  | 25 février - Riyad |            |            | 28 février - Riyad | 28 février - Riyad | 28 février - Riyad            | 28 février - Riyad            |                               |                               | 3 mars - Riyad | 3 mars - Riyad | 3 mars - Riyad | 3 mars - Riyad |
|  | 25 février - Riyad  | 25 février - Riyad | 25 février - Riyad  | 25 février - Riyad |            |            | 28 février - Riyad | 28 février - Riyad | 28 février - Riyad            | 28 février - Riyad            |                               |                               | 3 mars - Riyad | 3 mars - Riyad | 3 mars - Riyad | 3 mars - Riyad |
|  | Portugal            | Portugal           | 1                   | 1                  |            |            | 28 février - Riyad | 28 février - Riyad | 28 février - Riyad            | 28 février - Riyad            |                               |                               | 3 mars - Riyad | 3 mars - Riyad | 3 mars - Riyad | 3 mars - Riyad |
|  | Portugal            | Portugal           | 1                   | 1                  |            |            | 28 février - Riyad | 28 février - Riyad | 28 février - Riyad            | 28 février - Riyad            |                               |                               | 3 mars - Riyad | 3 mars - Riyad | 3 mars - Riyad | 3 mars - Riyad |
|  | Colombie            | Colombie           | 0                   | 0                  |            |            | 28 février - Riyad | 28 février - Riyad | 28 février - Riyad            | 28 février - Riyad            |                               |                               | 3 mars - Riyad | 3 mars - Riyad | 3 mars - Riyad | 3 mars - Riyad |
|  | Colombie            | Colombie           | 0                   | 0                  | Portugal   | Portugal   | 1                  | 1                  |                               |                               |                               |                               | 3 mars - Riyad | 3 mars - Riyad | 3 mars - Riyad | 3 mars - Riyad |
|  | 25 février - Jeddah |                    |                     |                    | Portugal   | Portugal   | 1                  | 1                  |                               |                               |                               |                               | 3 mars - Riyad | 3 mars - Riyad | 3 mars - Riyad | 3 mars - Riyad |
|  |                     |                    | Brésil              | Brésil             | 0          | 0          |                    |                    |                               |                               |                               |                               | 3 mars - Riyad | 3 mars - Riyad | 3 mars - Riyad | 3 mars - Riyad |
|  | Brésil              | Brésil             | Brésil              | Brésil             | 0          | 0          | 1                  | 1                  |                               |                               |                               |                               | 3 mars - Riyad | 3 mars - Riyad | 3 mars - Riyad | 3 mars - Riyad |
|  | Brésil              | Brésil             | 28 février - Jeddah |                    |            |            | 1                  | 1                  |                               |                               |                               |                               | 3 mars - Riyad | 3 mars - Riyad | 3 mars - Riyad | 3 mars - Riyad |
|  | Argentine           | Argentine          | 0                   | 0                  |            |            |                    |                    |                               |                               |                               |                               | 3 mars - Riyad | 3 mars - Riyad | 3 mars - Riyad | 3 mars - Riyad |
|  | Argentine           | Argentine          | 0                   | 0                  | Portugal   | Portugal   | 2                  | 2                  |                               |                               |                               |                               |                |                |                |                |
|  | 25 février - Dammam |                    |                     |                    | Portugal   | Portugal   | 2                  | 2                  |                               |                               |                               |                               |                |                |                |                |
|  |                     |                    | Nigeria             | Nigeria            | 0          | 0          |                    |                    |                               |                               |                               |                               |                |                |                |                |
|  | Union soviétique    | Union soviétique   | Nigeria             | Nigeria            | 0          | 0          | 4ap (3)            | 4ap (3)            |                               |                               |                               |                               |                |                |                |                |
|  | Union soviétique    | Union soviétique   |                     |                    |            |            |                    |                    |                               |                               |                               |                               |                |                |                |                |
|  | Nigeria             | Nigeria            | 4 tab(5)            | 4 tab(5)           |            |            |                    |                    |                               |                               |                               |                               |                |                |                |                |
|  | Nigeria             | Nigeria            | 4 tab(5)            | 4 tab(5)           | Nigeria    | Nigeria    | 2 ap               | 2 ap               | Match pour la troisième place | Match pour la troisième place | Match pour la troisième place | Match pour la troisième place |                |                |                |                |
|  | 25 février - Taif   |                    |                     |                    | Nigeria    | Nigeria    | 2 ap               | 2 ap               | Match pour la troisième place | Match pour la troisième place | Match pour la troisième place | Match pour la troisième place |                |                |                |                |
|  |                     |                    | États-Unis          | États-Unis         | 1          | 1          |                    |                    | 3 mars - Riyad                | 3 mars - Riyad                | 3 mars - Riyad                | 3 mars - Riyad                |                |                |                |                |
|  | Irak                | Irak               | États-Unis          | États-Unis         | 1          | 1          | 1                  | 1                  | 3 mars - Riyad                | 3 mars - Riyad                | 3 mars - Riyad                | 3 mars - Riyad                |                |                |                |                |
|  | Irak                | Irak               |                     |                    |            |            |                    | 1                  |                               |                               | Brésil                        | Brésil                        | 2              | 2              |                |                |
|  | États-Unis          | États-Unis         | 2                   | 2                  |            |            |                    |                    |                               |                               | Brésil                        | Brésil                        | 2              | 2              |                |                |
|  | États-Unis          | États-Unis         | 2                   | 2                  | États-Unis | États-Unis | 0                  | 0                  |                               |                               |                               |                               |                |                |                |                |
|  |                     |                    |                     |                    |            |            |                    |                    |                               |                               |                               |                               |                |                |                |                |

### Quarts-de-finale
| 25 février 1989 | Portugal        | 1 – 0 | Colombie | Stade international du Roi-Fahd, Riyad      |                                             |
| 18:00           | Jorge Couto 40e |       |          | Spectateurs : 5 000 Arbitrage : Neji Jouini | Spectateurs : 5 000 Arbitrage : Neji Jouini |
| 18:00           | (Rapport)       |       |          | Spectateurs : 5 000 Arbitrage : Neji Jouini | Spectateurs : 5 000 Arbitrage : Neji Jouini |

| 25 février 1989 | Union soviétique                             | 4 - 4 a. p. | Nigeria                                 | Stade Prince Mohamed bin Fahd, Dammam              |                                                    |
| 18:00           | Kiriakov 30e, 58e · Tedeev 45e · Salenko 46e |             | Ohen 61e, 75e · Elijah 83e · Ugbade 84e | Spectateurs : 10 000 Arbitrage : Hubert Forstinger | Spectateurs : 10 000 Arbitrage : Hubert Forstinger |
| 18:00           | (Rapport)                                    |             |                                         | Spectateurs : 10 000 Arbitrage : Hubert Forstinger | Spectateurs : 10 000 Arbitrage : Hubert Forstinger |
| 18:00           | Tirs au but 3-5                              |             |                                         | Spectateurs : 10 000 Arbitrage : Hubert Forstinger | Spectateurs : 10 000 Arbitrage : Hubert Forstinger |

| 25 février 1989 | Brésil      | 1 – 0 | Argentine | Djeddah                                        |                                                |
| 18:45           | Marcelo 15e |       |           | Spectateurs : 35 000 Arbitrage : Tullio Lanese | Spectateurs : 35 000 Arbitrage : Tullio Lanese |
| 18:45           | (Rapport)   |       |           | Spectateurs : 35 000 Arbitrage : Tullio Lanese | Spectateurs : 35 000 Arbitrage : Tullio Lanese |

| 25 février 1989 | Irak      | 1 – 2 | États-Unis                | King Fahd Stadium, Taif                           |                                                   |
| 18:45           | Wali 35e  |       | Henderson 17e · Brose 56e | Spectateurs : 18 000 Arbitrage : Aron Schmidhuber | Spectateurs : 18 000 Arbitrage : Aron Schmidhuber |
| 18:45           | (Rapport) |       |                           | Spectateurs : 18 000 Arbitrage : Aron Schmidhuber | Spectateurs : 18 000 Arbitrage : Aron Schmidhuber |

### Demi-finales
| 28 février 1989 | Portugal   | 1 – 0 | Brésil | Stade international du Roi-Fahd, Riyad       |                                              |
| 18:00           | Amaral 68e |       |        | Spectateurs : 15 000 Arbitrage : Jozef Marko | Spectateurs : 15 000 Arbitrage : Jozef Marko |
| 18:00           | (Rapport)  |       |        | Spectateurs : 15 000 Arbitrage : Jozef Marko | Spectateurs : 15 000 Arbitrage : Jozef Marko |

| 28 février 1989 | Nigeria          | 2 – 1 a.p. | États-Unis      | Djeddah                                       |                                               |
| 18:45           | Adepoju 47e, 93e |            | Snow 52e (pen.) | Spectateurs : 40 000 Arbitrage : Neil Midgley | Spectateurs : 40 000 Arbitrage : Neil Midgley |
| 18:45           | (Rapport)        |            |                 | Spectateurs : 40 000 Arbitrage : Neil Midgley | Spectateurs : 40 000 Arbitrage : Neil Midgley |

### Match pour la troisième place
| 3 mars 1989 | Brésil                    | 2 – 0 | États-Unis | Stade international du Roi-Fahd, Riyad       |                                              |
| 15:45       | Franca 65e · Leonardo 69e |       |            | Spectateurs : 65 000 Arbitrage : Neji Jouini | Spectateurs : 65 000 Arbitrage : Neji Jouini |
| 15:45       | (Rapport)                 |       |            | Spectateurs : 65 000 Arbitrage : Neji Jouini | Spectateurs : 65 000 Arbitrage : Neji Jouini |

### Finale
| 3 mars 1989 | Portugal                         | 2 – 0 | Nigeria | Stade international du Roi-Fahd, Riyad            |                                                   |
| 18:00       | Abel Silva 44e · Jorge Couto 76e |       |         | Spectateurs : 65 000 Arbitrage : Aron Schmidhuber | Spectateurs : 65 000 Arbitrage : Aron Schmidhuber |
| 18:00       | (Rapport)                        |       |         | Spectateurs : 65 000 Arbitrage : Aron Schmidhuber | Spectateurs : 65 000 Arbitrage : Aron Schmidhuber |

## Vainqueur
| Coupe du monde de football des moins de 20 ans 1989 Portugal Premier titre |

## Récompenses
| Ballon d'or       | Ballon d'argent  | Ballon de bronze  |
| ----------------- | ---------------- | ----------------- |
| Bismarck          | Kasey Keller     | Christopher Nwosu |
| Soulier d'or      | Soulier d'argent | Soulier de bronze |
| Oleg Salenko      | Marcelo          | Christopher Ohen  |
| 5 buts            | 3 buts           | 3 buts            |
| Prix du fair-play |                  |                   |
| États-Unis        |                  |                   |